# Марьяновка (Харьковская область)
Марья́новка (укр. Мар'янівка) — село,
Самойловский сельский совет,
Близнюковский район,
Харьковская область.
Село ликвидировано в 1988 году .

## Географическое положение
Село Марьяновка находится на расстоянии в 3,5 км от села Верхневодяное.
Рядом с селом проходит железная дорога, ближайшая станция Платформа 958 км в 1,5 км.

## История
- 1988 — село ликвидировано [1].